# Vela als Jocs Mediterranis de 2018
La competició de vela dels Jocs del Mediterrani de 2018 de Tarragona es va celebrar entre el 23 i el 29 de juny al Club Nàutic de Salou. La primera aparició d'aquest esport en els Jocs del Mediterrani va ser a Barcelona 1955 a Catalunya.
La competició es va centrar en les categories masculina i femenina en diverses modalitats.

## Medaller per categoria
| Categoria    | Or               | Plata           | Bronze             |
| Homes        |                  |                 |                    |
| Làser        | Joaquín Blanco   | Pavlos Kontides | Joel Rodríguez     |
| RS:X         | Mattia Camboni   | Louis Giard     | Matteo Evangelisti |
| Dones        |                  |                 |                    |
| Làser Radial | Athanasia Fakidi | Silvia Zennaro  | Martina Reino      |
| RS:X         | Blanca Manchón   | Marina Alabau   | Flavia Tartagli    |

## Medaller per país
| Posició | País    | Or | Plata | Bronze | Total |
| 1       | Espanya | 2  | 1     | 2      | 5     |
| 2       | Itàlia  | 1  | 1     | 2      | 4     |
| 3       | Grècia  | 1  | -     | -      | 1     |
| 4       | Xipre   | -  | 1     | -      | 1     |
| 4       | França  | -  | 1     | -      | 1     |
| Total   | Total   | 4  | 4     | 4      | 12    |